# Шеломцев, Николай Григорьевич
Никола́й Григо́рьевич Шеломцев (18 ноября 1922 — 28 мая 2007) — командир роты 310-го стрелкового полка 8-й стрелковой дивизии 13-й армии Центрального фронта, лейтенант. Герой Советского Союза.

## Биография
Родился 18 ноября 1922 года в деревне Зауполовница ныне Вохомского района Костромской области. С 1937 года жил в деревне Мараксино Павинского района той же области. Окончил неполную среднюю школу в селе Леденгск, затем в 1940 году областную профессионально-техническую школу Всекопромлессоюза в городе Шенкурске. Получил специальность столяра-мебельщика, но работать по приобретённой специальности пришлось недолго.
В ноябре 1941 года был призван в Красную Армию и направлен военное училище. В июле 1942 года окончил ускоренный курс Пуховического пехотного училища, эвакуированного в город Великий Устюг Вологодской области.
В звании младшего лейтенанта назначен командиром взвода в 52-ю мотострелковую бригаду 3-й танковой армии на Воронежский фронт. В середине январе 1943 года в бою за станцию Алексеевка был тяжело ранен. Пролежав три месяца в госпитале, попал в 310-й стрелковый полк 8-й Ямпольской дивизии 13-й армии.
Принимал участие в Курской битве. 5 июля 1943 года почти весь офицерский состав роты массированным огнём противника был выведен из строя, и младший лейтенант Шеломцев принял командование ротой на себя. Быстро приведя в порядок оборону на своём участке, организовал отражение атак противника. Был ранен, но оставался в строю. За отвагу и мужество, проявленные в этих боях, был награждён орденом Отечественной войны 2-й степени и повышен в звании. После недолгого лечения в медсанбате вступил в командование 6-й ротой в своём же полку. Рота Шеломцева первой в дивизии форсировала реку Десну у города Короп и при стремительном продвижении к Днепру всё время шла в головной походной заставе.
Командир роты 310-го стрелкового полка лейтенант Николай Шеломцов во главе роты в первом эшелоне полка на подручных средствах 22 сентября 1943 года форсировал Днепр в районе села Навозы, а 25 сентября — Припять у села Копачи Чернобыльского района Киевской области Украины. Рота захватила и удержала плацдармы, обеспечив переправу подразделений полка. Успешное форсирование водных препятствий авангардом, ротой Шеломцева, обеспечило быстрое продвижение всего полка, который выполнил боевой приказ о создании плацдарма на правом берегу Припяти для дивизии, а затем и всей армии. 28 сентября командир 310-го стрелкового полка за героизм, проявленный на припятском плацдарме, заполнил на лейтенанта Шеломцева наградной лист на присвоении высокого звания Героя Советского Союза.
Бои на плацдарме продолжались. К 4 октября противнику удалось расколоть наши войска и снова овладеть Чернобылем. К концу 14 октября 1943 года 8-я дивизия оказалась в критическом положении. Иссякли боеприпасы, многие подразделения защищались из последних усилий. До 14 октября рота Шеломцева вела ожесточённые бои с гитлеровцами, не сдавая отвоёванных рубежей. Но натиск врага усилился, боеприпасы кончались. Собрав оставшихся в живых бойцов, командир повёл их по лесам и болотам к партизанам. Проводником шёл влившийся в роту боец партизанского отряда Сабурова Илья Филиппович Летунов. Пробираясь по вражеским тылам, в одном из столкновений с немцами Шеломцев получил ранение в ногу.
На четвёртый день отряд из 14 человек встретил партизан соединения генерал-майора Бегмы, действовавшего в Гомельской области Белоруссии. Все вышедшие из леса бойцы были с оружием и представляли хоть небольшую, но боеспособную воинскую единицу. 18 ноября 1943 года подлечившийся лейтенант Шеломцев принял на себя командование партизанской ротой. Сначала рота несла охрану штаба соединения, затем участвовала в боях с немцами и бандами украинских буржуазных националистов, в рейде соединения к городу Ровно, где в феврале 1944 года партизаны соединились с частями армии. За боевую деятельность в тылу врага Шеломцев был награждён медалями «За боевые заслуги» и «Партизану Отечественной войны» 1-й степени. Только выйдя из вражеского тыла узнал о присвоении высокого звания.
Указом от 16 октября 1943 года ему было присвоено звание Героя Советского Союза, но в тексте Указа фамилия была с ошибкой — Солонцов. 30 октября 1943 года вышел другой Указ, и снова с ошибкой — Шолонцов. Из Указа от 16 октября он был исключён уже после войны, 3 июня 1947 года.
Указом Президиума Верховного Совета СССР от 30 октября 1943 года за успешное форсирование реки Днепр, прочное закрепление плацдарма на правом берегу реки Днепр лейтенанту Шеломцеву Николаю Григорьевичу присвоено звание Героя Советского Союза с вручением ордена Ленина и медали «Золотая Звезда».
После войны продолжал службу в Вооружённых Силах СССР. В 1945 году окончил курсы «Выстрел», в 1956 году — курсы усовершенствования офицерского состава. Член ВКП(б)/КПСС с 1947 года. Был заместителем военкома города Прокопьевска Кемеровской области. С 1973 года полковник Н. Г. Шеломцев — в запасе.
Жил в городе Белгород. Работал инспектором по кадрам треста «Оргстрой». Умер 28 мая 2007 года. Похоронен на кладбище Ячнево в Белгороде.
Награждён орденами Ленина, Отечественной войны 1-й и 2-й степеней, медалями, в том числе двумя медалями «За боевые заслуги», медалью «Партизану Отечественной войны» 1-й степени.
Имя Героя увековечено на стеле славы в городе Прокопьевск. 5 августа 2008 года на аллее Славы города Белгорода открыт бюст Н. Г. Шеломцеву.